# Мартинель-и-Брюне, Сезар
Сезар Мартинель-и-Брюне (исп. Cèsar Martinell i Brunet; 24 декабря 1888, Вальс, Каталония — 19 ноября 1973, Барселона) — каталонский архитектор модерна. Он был частью небольшой избранной группы архитекторов, которые были связаны с Антонио Гауди. Будучи многогранной личностью, Сезар был также исследователем и искусствоведом. Он прославился множеством созданием винных погребов, которые он сделал для сельскохозяйственных кооперативов разных городов по всей Каталонии, особенно на юге, в провинции Таррагона . Они известны как «соборы вина».

## Художественный стиль

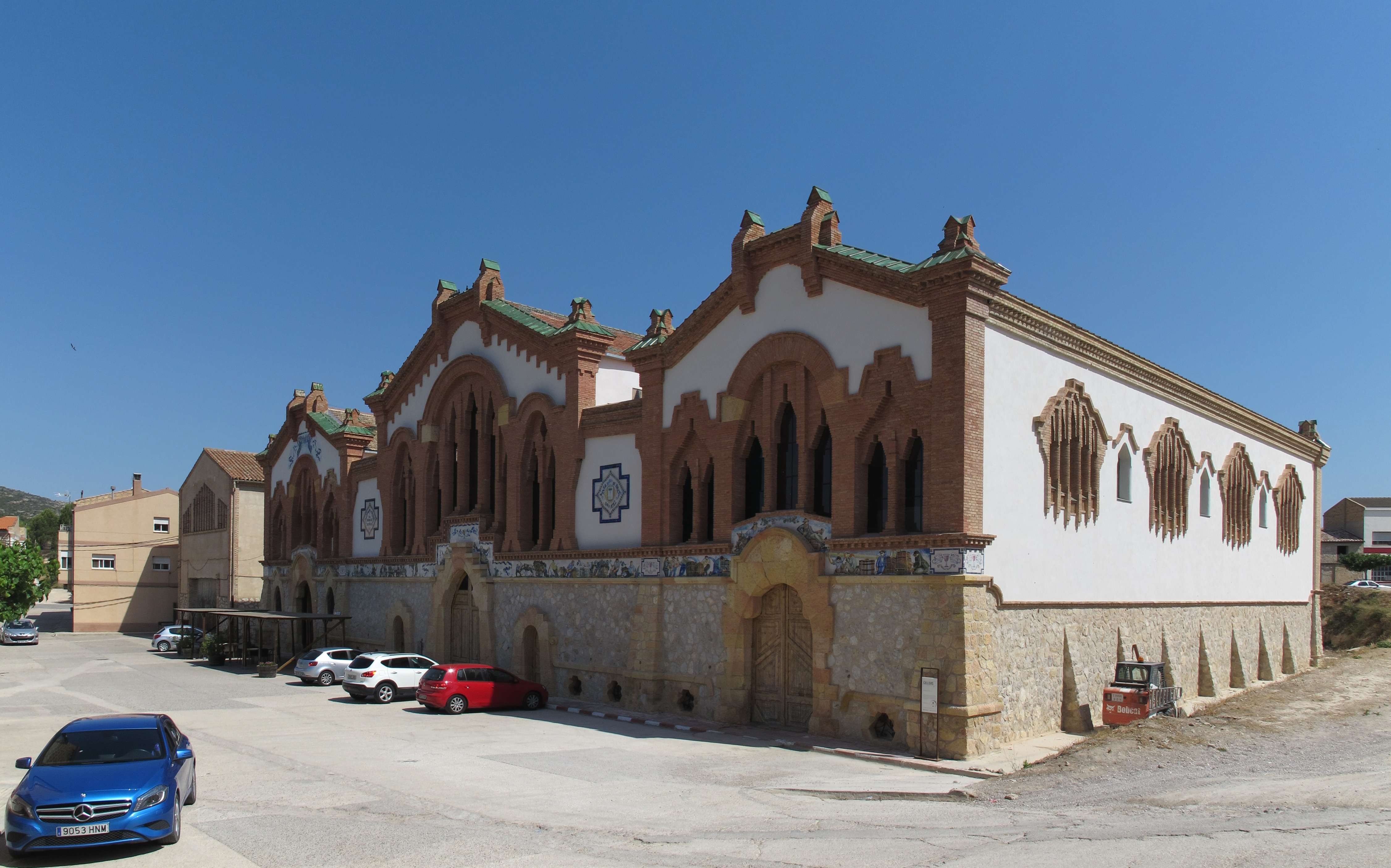
Винодельня Пинель де Брай.

В своих работах Мартинель следовал принципам модерна, с элементами Новесентизма. В своих проектах виноделен, которые назывались «соборами вина» (исп. les catedrals del vi) из-за их великолепия, он использовал традиционные архитектурные приемы и материалы для постройки этих монументальных зданий. Его работы расположены в нескольких городах Каталонии, таких как Фальсет, Нуллес, Корнуделла- де-Монтсант, Монблан и Гандеса. Он также спроектировал Мельницу Сервера и руководил проектами реставрации, таких объектов как Базилика Санта-Мария-ин-Игуалада.

## Галерея

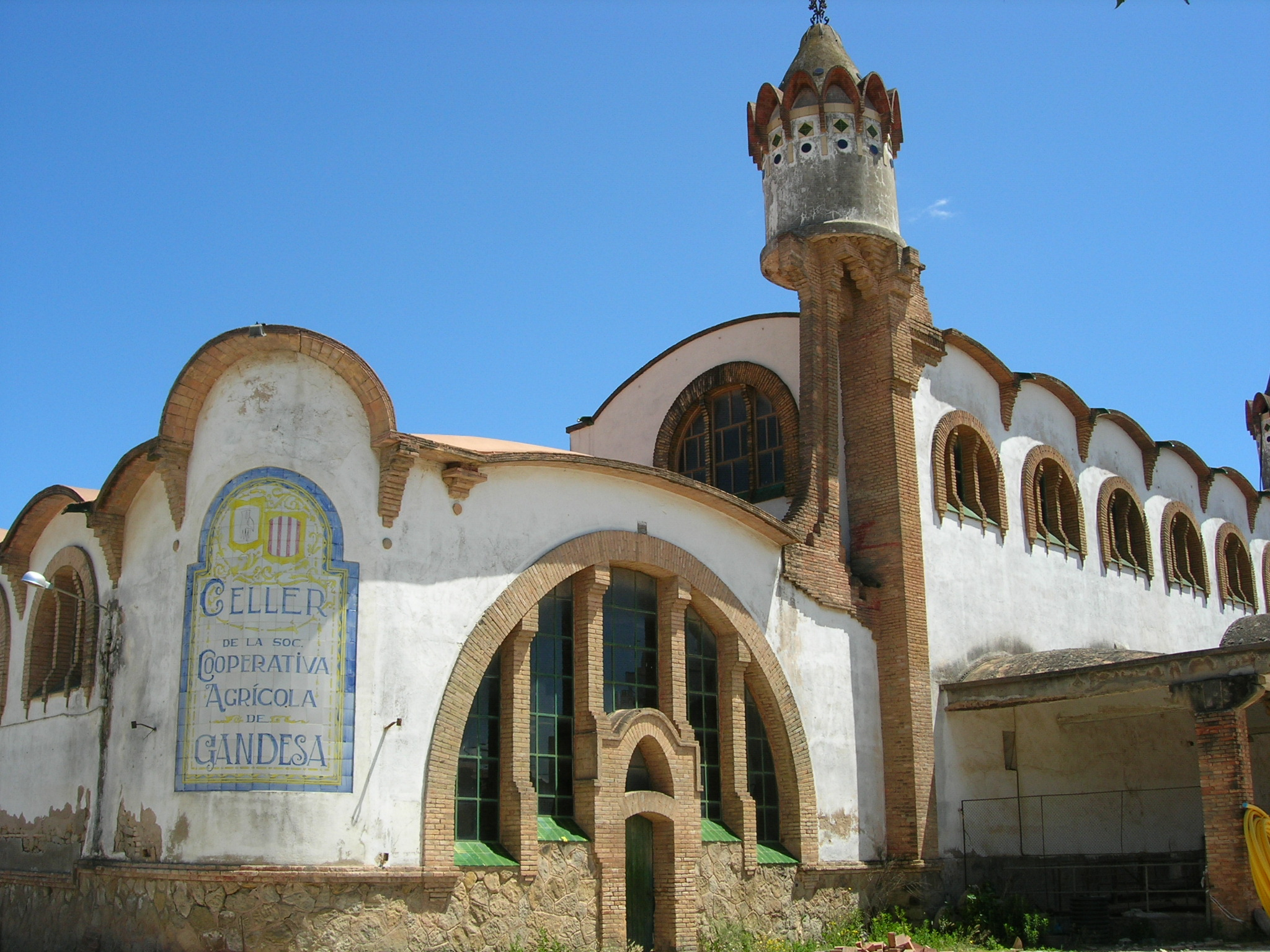
Внешний вид кооперативной винодельни в Гандесе, Терра Альта
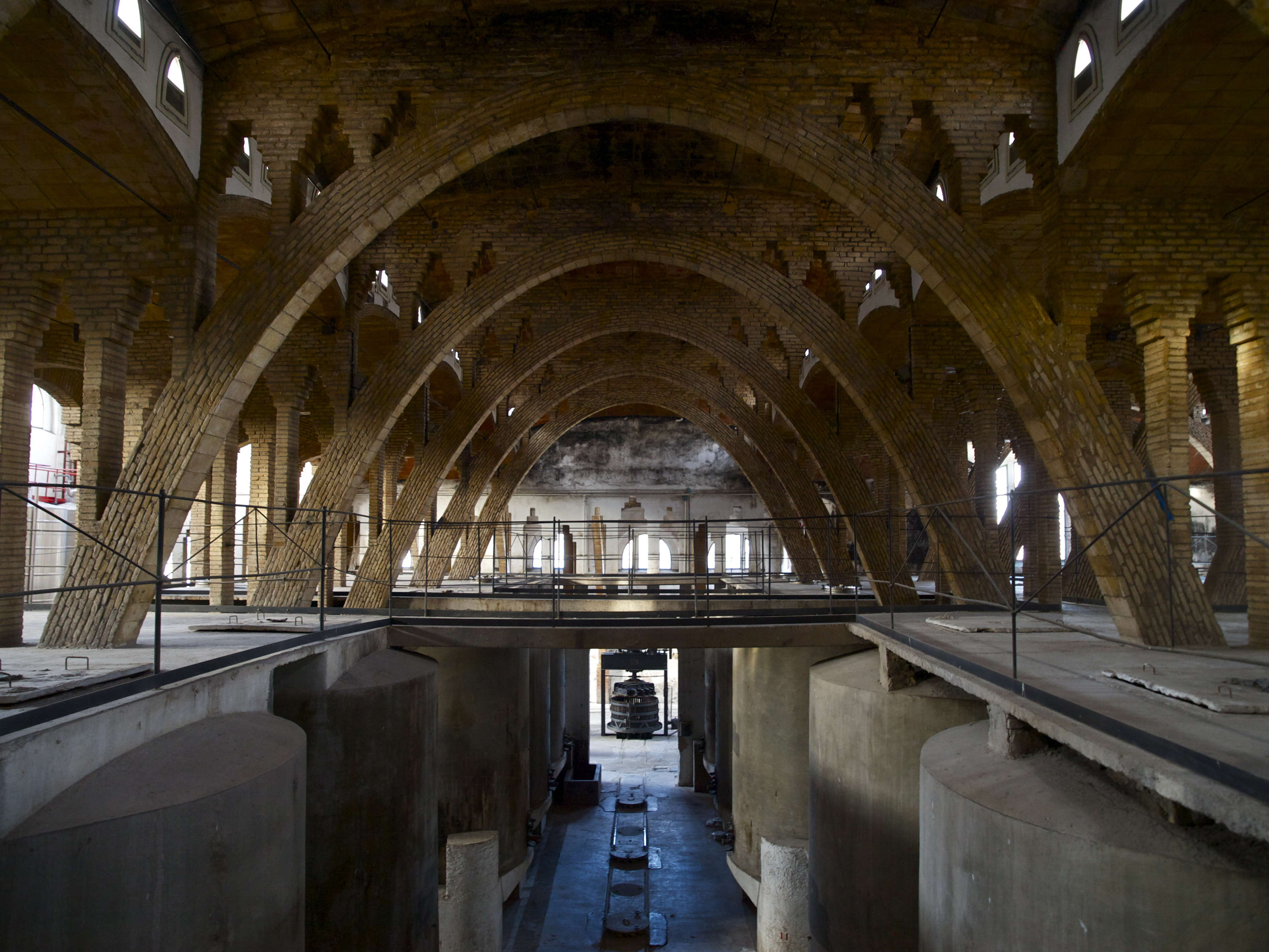
Интерьер кооперативной винодельни Гандеса.
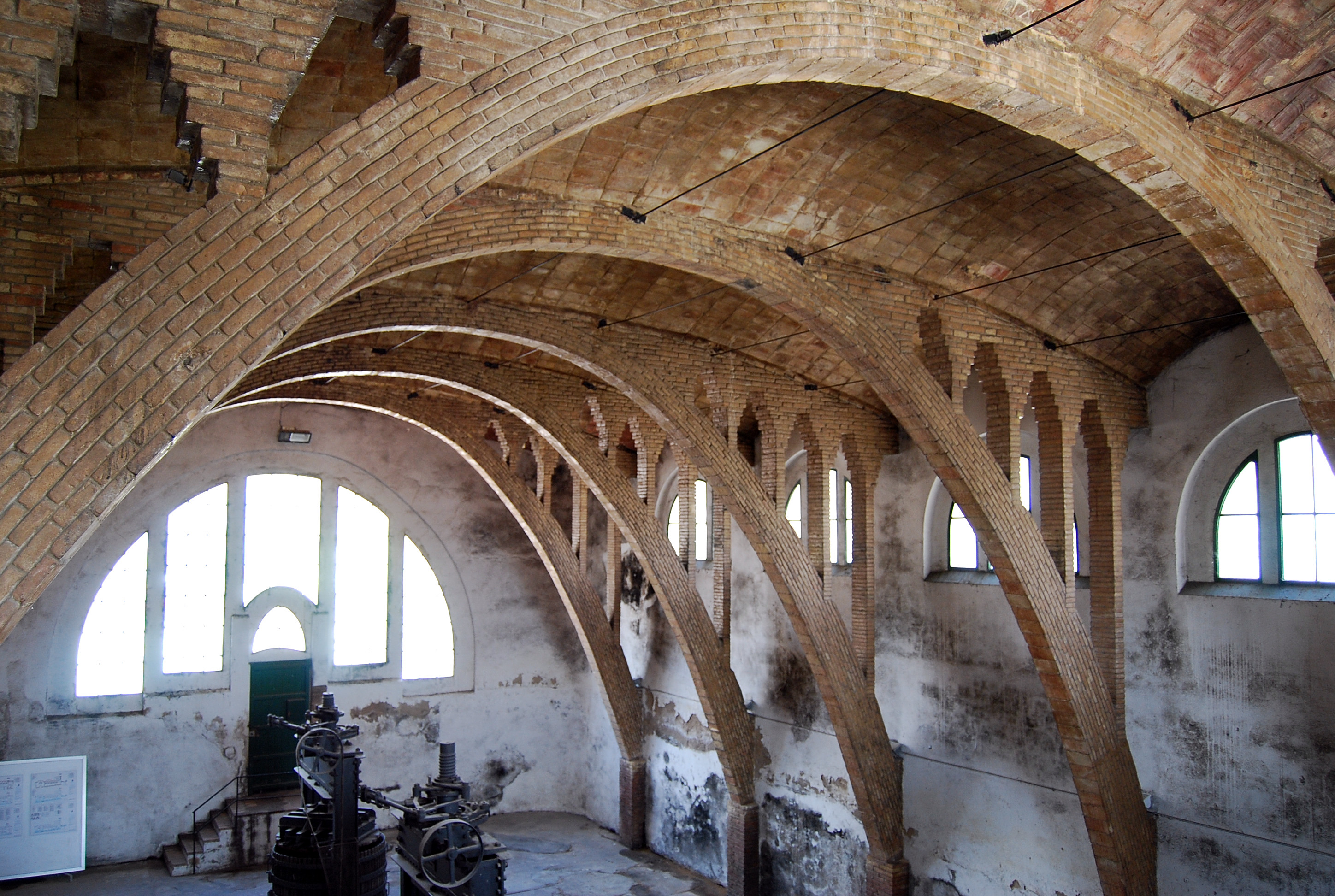
Интерьер кооперативной винодельни Гандеса, другой вид.
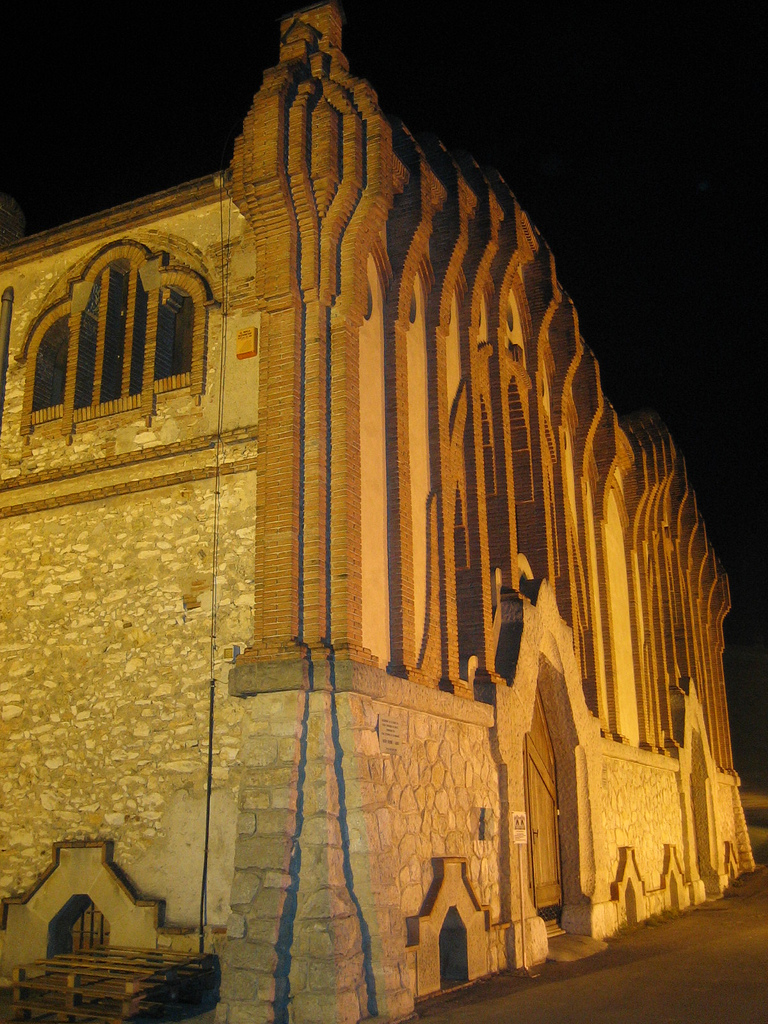
Интерьер кооперативной винодельни Нуллес .
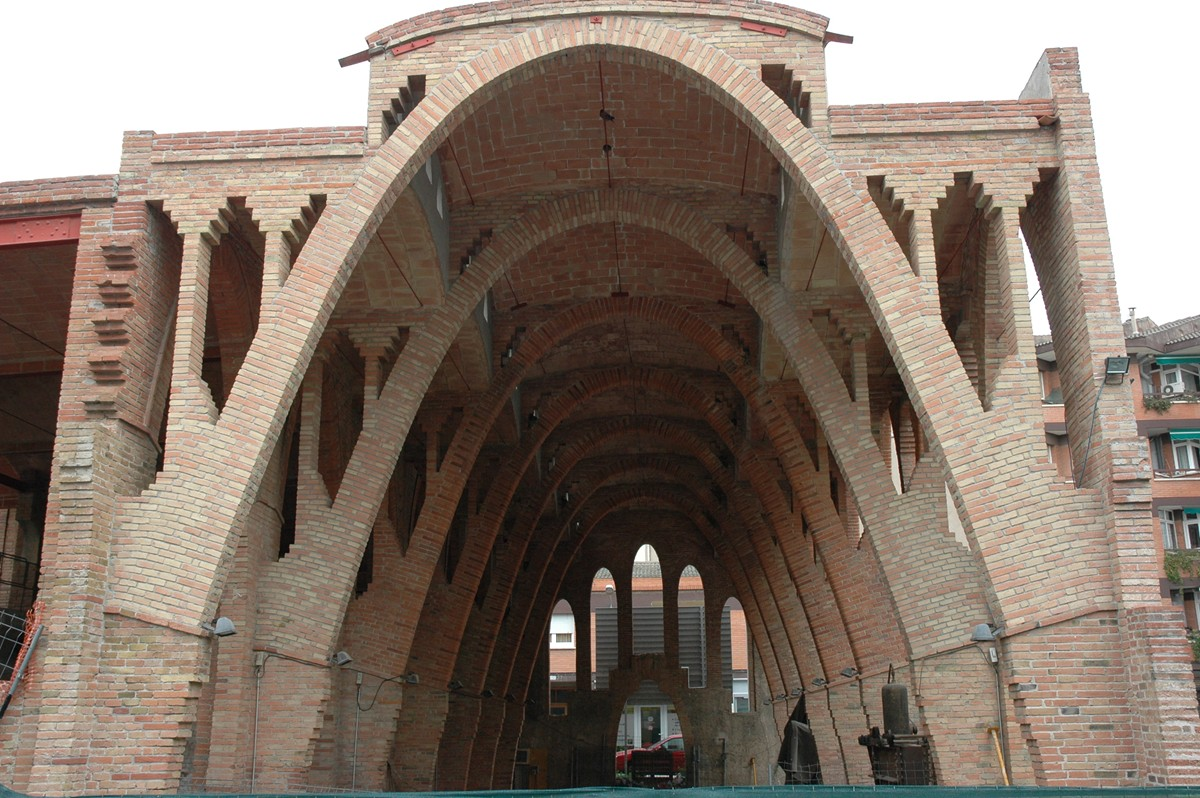
Винодельческий кооператив Сант-Кугат-дель-Вальес, рядом с Барселоной.